# Almond (Wisconsin)
Almond – miasto w Stanach Zjednoczonych, w stanie Wisconsin, w hrabstwie Portage.